# Nerax pyrrhogonus
Nerax pyrrhogonus là một loài ruồi trong họ Asilidae. Nerax pyrrhogonus được Wiedemann miêu tả năm 1828. Loài này phân bố ở vùng Tân nhiệt đới.